# Число Мортона
Число Мортона (Mo) — критерий подобия в гидродинамике, которое наряду с числом Этвёша характеризует форму пузырей и капель, движущихся внутри жидкости.
{\displaystyle \mathrm {Mo} ={\frac {g\eta ^{4}\,\Delta \rho }{\rho ^{2}\sigma ^{3}}}},
где
- {\displaystyle g} — ускорение свободного падения;
- {\displaystyle \eta } — динамическая вязкость;
- {\displaystyle \rho } — плотность окружающей жидкости;
- {\displaystyle \Delta \rho } — разность плотностей;
- {\displaystyle \sigma } — коэффициент поверхностного натяжения.

Число Мортона можно также записать как комбинацию чисел Вебера, Фруда и Рейнольдса:
{\displaystyle \mathrm {Mo} ={\frac {\mathrm {We} ^{3}}{\mathrm {Fr} \cdot \mathrm {Re} ^{4}}},}
либо как комбинацию чисел Архимеда, капиллярности и Рейнольдса:
{\displaystyle \mathrm {Mo} ={\frac {\mathrm {Ar} \cdot \mathrm {Cp} ^{3}}{\mathrm {Re} ^{3}}}}